# Laeops
Laeops is een geslacht van straalvinnige vissen uit de familie van botachtigen (Bothidae). Het geslacht is voor het eerst wetenschappelijk beschreven in 1880 door Guenther.

## Soorten
- Laeops clarus Fowler, 1934
- Laeops cypho Fowler, 1934
- Laeops gracilis Fowler, 1934
- Laeops guentheri Alcock, 1890
- Laeops kitaharae (Smith & Pope, 1906)
- Laeops macrophthalmus (Alcock, 1889)
- Laeops natalensis Norman, 1931
- Laeops nigrescens Lloyd, 1907
- Laeops nigromaculatus von Bonde, 1922
- Laeops parviceps Günther, 1880
- Laeops pectoralis (von Bonde, 1922)
- Laeops tungkongensis Chen & Weng, 1965